# Saison 1993-1994 de la LHJMQ
Saison précédente Saison suivante
La saison 1993-1994 est la vingt-cinquième saison de hockey sur glace de la Ligue de hockey junior majeur du Québec. Le Titan de Laval termine la saison régulière au premier rang du classement général, remportant ainsi le trophée Jean-Rougeau. Les Saguenéens de Chicoutimi remportent leur deuxième Coupe du président en battant en finale le Titan de Laval.

## Contexte
Les Foreurs de Val-d'Or rejoignent la ligue et intègrent la division Lebel.

## Saison régulière

### Classement
| Clt | Équipe                      | Division | PJ | V  | D  | N | BP  | BC  | Pts |
| --- | --------------------------- | -------- | -- | -- | -- | - | --- | --- | --- |
| 1   | Titan de Laval              | Lebel    | 72 | 49 | 22 | 1 | 346 | 247 | 99  |
| 2   | Saguenéens de Chicoutimi    | Dilio    | 72 | 43 | 24 | 5 | 340 | 254 | 91  |
| 3   | Faucons de Sherbrooke       | Dilio    | 72 | 41 | 29 | 2 | 317 | 247 | 84  |
| 4   | Collège français de Verdun  | Lebel    | 72 | 41 | 29 | 2 | 278 | 242 | 84  |
| 5   | Olympiques de Hull          | Lebel    | 72 | 38 | 31 | 3 | 310 | 304 | 79  |
| 6   | Harfangs de Beauport        | Dilio    | 72 | 36 | 30 | 6 | 298 | 287 | 78  |
| 7   | Cataractes de Shawinigan    | Dilio    | 72 | 36 | 31 | 5 | 316 | 313 | 77  |
| 8   | Laser de Saint-Hyacinthe    | Lebel    | 72 | 35 | 30 | 7 | 297 | 290 | 77  |
| 9   | Voltigeurs de Drummondville | Dilio    | 72 | 31 | 35 | 6 | 289 | 308 | 68  |
| 10  | Lynx de Saint-Jean          | Lebel    | 72 | 29 | 37 | 6 | 264 | 265 | 64  |
| 11  | Bisons de Granby            | Lebel    | 72 | 30 | 40 | 2 | 297 | 309 | 62  |
| 12  | Tigres de Victoriaville     | Dilio    | 72 | 17 | 51 | 4 | 261 | 404 | 38  |
| 13  | Foreurs de Val-d'Or         | Lebel    | 72 | 17 | 54 | 1 | 254 | 397 | 35  |

- En gras : champion de la saison régulière
- En italique : qualifié pour les séries éliminatoires

### Meilleurs pointeurs
| Joueur               | Équipe        | PJ | B  | A  | Pts | Pun |
| -------------------- | ------------- | -- | -- | -- | --- | --- |
| Yanick Dubé          | Laval         | 64 | 66 | 75 | 141 | 30  |
| Hugo Proulx          | Hull          | 72 | 47 | 82 | 129 | 61  |
| Michel Saint-Jacques | Chicoutimi    | 62 | 58 | 68 | 126 | 86  |
| Dave Tremblay        | Shawinigan    | 71 | 50 | 76 | 126 | 10  |
| Jocelyn Langlois     | Verdun        | 72 | 43 | 80 | 123 | 53  |
| Danny Beauregard     | Chicoutimi    | 61 | 39 | 82 | 121 | 66  |
| Patrick Carignan     | Shawinigan    | 70 | 31 | 82 | 113 | 46  |
| Ian Laperrière       | Drummondville | 62 | 41 | 72 | 113 | 150 |
| Samuel Groleau       | Saint-Jean    | 69 | 37 | 73 | 110 | 40  |
| Alekseï Lojkine      | Chicoutimi    | 66 | 40 | 67 | 107 | 68  |
| Éric Dazé            | Beauport      | 66 | 59 | 48 | 107 | 31  |

## Séries éliminatoires

### Huitième de finale
Avec 13 équipes engagées en saison régulière, le format des séries éliminatoire est modifié. Les 12 premières équipes, sans distinction de division sont qualifiées pour les huitièmes de finale des séries : la première équipe de la saison rencontre la douzième, la deuxième la onzième et ainsi de suite jusqu'à la sixième qui rencontre la septième. Toutes les séries sont jouées au meilleur des sept matchs. 
- (1) Titan de Laval 4-1 Tigres de Victoriaville (12)
- (2) Saguenéens de Chicoutimi 4-3 Bisons de Granby (11)
- (3) Faucons de Sherbrooke 4-1 Lynx de Saint-Jean (10)
- (4) Collège français de Verdun 0-4 Voltigeurs de Drummondville (9)
- (5) Olympiques de Hull 4-3 Laser de Saint-Hyacinthe (8)
- (6) Harfangs de Beauport 4-1 Cataractes de Shawinigan (7)

### Quarts de finale
Les quarts de finale, qui regroupent les six équipes vainqueur, sont joués sous forme de tournoi à la ronde. Les équipes les mieux classées de la saison régulière affrontent les 3 moins bonnes deux fois chacune. Les quatre premières équipes du classement sont qualifiées pour les demi-finales. Les Saguenéens de Chicoutimi et les Faucons de Sherbrooke étant à égalité, ils jouent un 7e match pour se départager. 
| Clt | Équipe                      | PJ | V | D | N | BP | BC | Pts |
| --- | --------------------------- | -- | - | - | - | -- | -- | --- |
| 1   | Titan de Laval              | 6  | 4 | 2 | 0 | 26 | 20 | 8   |
| 2   | Olympiques de Hull          | 6  | 4 | 2 | 0 | 26 | 27 | 8   |
| 3   | Saguenéens de Chicoutimi    | 7  | 4 | 3 | 0 | 25 | 24 | 8   |
| 4   | Harfangs de Beauport        | 6  | 4 | 2 | 0 | 20 | 16 | 8   |
| 5   | Faucons de Sherbrooke       | 7  | 3 | 4 | 0 | 26 | 26 | 6   |
| 6   | Voltigeurs de Drummondville | 6  | 0 | 6 | 0 | 18 | 28 | 0   |

- En italique : qualifié pour les demi-finales

### Tableau final
En demi-finale, le premier du tournoi à la ronde rencontre le quatrième alors que le deuxième est confronté au troisième. Les vainqueurs se rencontrent pour se disputer la Coupe du président. Toutes les séries sont à nouveau jouées au meilleur des sept matches.
|  | Demi-finales             | Demi-finales             |                |   | Finale         | Finale         |
|  | Demi-finales             | Demi-finales             |                |   | Finale         | Finale         |
|  |                          |                          |                |   |                |                |
|  | Du 17 au 23 avril        | Du 17 au 23 avril        |                |   | Du 15 au 9 mai | Du 15 au 9 mai |
|  | Du 17 au 23 avril        | Du 17 au 23 avril        |                |   | Du 15 au 9 mai | Du 15 au 9 mai |
|  | Titan de Laval           | 4                        |                |   | Du 15 au 9 mai | Du 15 au 9 mai |
|  | Titan de Laval           | 4                        |                |   | Du 15 au 9 mai | Du 15 au 9 mai |
|  | Harfangs de Beauport     | 0                        |                |   | Du 15 au 9 mai | Du 15 au 9 mai |
|  | Harfangs de Beauport     | 0                        | Titan de Laval | 2 |                |                |
|  | Du 18 au 29 avril        |                          | Titan de Laval | 2 |                |                |
|  |                          | Saguenéens de Chicoutimi | 4              |   |                |                |
|  | Saguenéens de Chicoutimi | Saguenéens de Chicoutimi | 4              | 4 |                |                |
|  | Saguenéens de Chicoutimi |                          |                | 4 |                |                |
|  | Olympiques de Hull       | 3                        |                |   |                |                |
|  | Olympiques de Hull       | 3                        |                |   |                |                |

## Équipes d'étoiles
La ligue sélectionne trois équipes d'étoiles dont une pour les recrues.

### Première équipe
- Gardien de but : Emmanuel Fernandez, Titan de Laval
- Défenseur gauche : Joël Bouchard, Collège français de Verdun
- Défenseur droit : Steve Gosselin, Saguenéens de Chicoutimi
- Ailier gauche : Michel Saint-Jacques, Saguenéens de Chicoutimi
- Centre : Yanick Dubé, Titan de Laval
- Ailier droit : Éric Dazé, Harfangs de Beauport
- Entraîneur : Michel Therrien, Titan de Laval

### Deuxième équipe
- Gardien de but : Philippe DeRouville, Collège français de Verdun
- Défenseur gauche : Éric Messier, Faucons de Sherbrooke
- Défenseur droit : Stéphane Julien, Faucons de Sherbrooke
- Ailier gauche : François Leroux, Collège français de Verdun
- Centre : Danny Beauregard, Saguenéens de Chicoutimi
- Ailier droit : Christian Matte, Bisons de Granby
- Entraîneur : Richard Martel, Laser de Saint-Hyacinthe

### Équipe des recrues
- Gardien de but : Sylvain Daigle, Cataractes de Shawinigan
- Défenseur gauche : Jimmy Drolet, Laser de Saint-Hyacinthe
- Défenseur droit : Jason Doig, Lynx de Saint-Jean
- Ailier gauche : Eric Landry, Laser de Saint-Hyacinthe
- Centre : Christian Dubé, Faucons de Sherbrooke
- Ailier droit : Alekseï Lojkine, Saguenéens de Chicoutimi
- Entraîneur : Richard Martel, Laser de Saint-Hyacinthe

## Trophées
Trois récompenses collectives et dix-neuf individuelles sont décernées.

### Récompenses collectives
- Coupe du président (champions des séries éliminatoires) : Saguenéens de Chicoutimi
- Trophée Jean-Rougeau (champions de la saison régulière) : Titan de Laval
- Trophée Robert-Lebel (meilleure moyenne de buts encaissés) : Collège français de Verdun

### Récompenses individuelles
- Trophée Jean-Béliveau (meilleur pointeur) : Yanick Dubé, Titan de Laval
- Trophée Jacques-Plante (meilleure moyenne de buts encaissés) : Philippe DeRouville, Collège français de Verdun
- Trophée Michel-Bergeron (meilleure recrue offensive) : Christian Dubé, Faucons de Sherbrooke
- Trophée Frank-J.-Selke (joueur le plus gentilhomme) : Yanick Dubé, Titan de Laval
- Trophée Michel-Brière (meilleur joueur) : Emmanuel Fernandez, Titan de Laval
- Trophée Émile-Bouchard (meilleur défenseur) : Steve Gosselin, Saguenéens de Chicoutimi
- Trophée Guy-Lafleur (meilleur joueur des séries éliminatoires) : Éric Fichaud, Saguenéens de Chicoutimi
- Trophée Michael-Bossy (meilleur espoir) : Éric Fichaud, Saguenéens de Chicoutimi
- Trophée Raymond-Lagacé (meilleure recrue défensive) : Jimmy Drolet, Laser de Saint-Hyacinthe
- Trophée Marcel-Robert (meilleur étudiant) : Patrick Boileau, Titan de Laval
- Trophée Paul-Dumont (personnalité de l'année) : Yanick Dubé, Titan de Laval
- Trophée John-Horman (administrateur de l'année) : Jean-Claude Morrissette, Titan de Laval
- Coupe Shell - Offensif (meilleur joueur offensif de l'année) : Yanick Dubé, Titan de Laval
- Coupe Shell - Défensif (meilleur joueur défensif de l'année) : Steve Gosselin, Saguenéens de Chicoutimi
- Plaque Transamerica (meilleur différentiel plus/moins) : Michel Saint-Jacques, Saguenéens de Chicoutimi
- Plaque du Groupe Saint-Clair (meilleur directeur marketing) : Michel Boisvert, Cataractes de Shawinigan
- Coupe Molson (meilleure recrue) : Christian Matte, Bisons de Granby
- Trophée Ron-Lapointe (meilleur entraîneur) : Richard Martel, Laser de Saint-Hyacinthe
- Plaque Karcher (plus grande implication dans la communauté) : Stéphane Roy, Foreurs de Val-d'Or